# Uroleucon mulgedii
Uroleucon mulgedii är en insektsart. Uroleucon mulgedii ingår i släktet Uroleucon och familjen långrörsbladlöss.

## Underarter
Arten delas in i följande underarter:
- U. m. ucrainica
- U. m. mulgedii